# Nuanquan (köpinghuvudort i Kina, Liaoning Sheng, lat 40,38, long 122,50)
Nuanquan är en köpinghuvudort i Kina. Den ligger i provinsen Liaoning, i den nordöstra delen av landet, omkring 170 kilometer sydväst om provinshuvudstaden Shenyang. Antalet invånare är 13 842. Befolkningen består av 6 720 kvinnor och 7 122 män. Barn under 15 år utgör 11,0 %, vuxna 15-64 år 76 %, och äldre över 65 år 12,0 %.
Runt Nuanquan är det tätbefolkat, med 297 invånare per kvadratkilometer. Närmaste större samhälle är Gaizhou, 11,5 km väster om Nuanquan. Omgivningarna runt Nuanquan är en mosaik av jordbruksmark och naturlig växtlighet.
Genomsnittlig årsnederbörd är 1 033 millimeter. Den regnigaste månaden är juli, med i genomsnitt 314 mm nederbörd, och den torraste är januari, med 8 mm nederbörd.